# Fernando Calero
Fernando Calero Villa (* 14. September 1995 in Boecillo) ist ein spanischer Fußballspieler, der seit August 2019 beim Zweitligisten Espanyol Barcelona unter Vertrag steht.

## Vereinskarriere
Nachdem er sieben Jahre in der Jugend von Real Valladolid gespielt hatte, wechselte Fernando Calero im Sommer 2011 in die Jugendabteilung des FC Málagas. Ab der Saison 2013/14 war er im Kader der Reservemannschaft gelistet, welche in der viertklassigen Tercera División spielte. Am 9. März 2014 debütierte er dort, als er beim 2:1-Heimsieg im Ligaspiel gegen den CD Loja in der Startformation stand. Am 31. Januar 2015 erzielte er beim 2:2-Unentschieden bei der UD Maracena sein erstes Tor im Herrenfußball. In drei Jahren bestritt er 64 Einsätze, in denen er zwei Tore erzielen konnte.
Am 23. Juni 2016 kehrte Calero zu seinem Jugendverein Real Valladolid zurück, wo er die Saison 2016/17 in der Reservemannschaft spielte. In der dritthöchsten spanischen Spielklasse absolvierte er 37 Partien, in welchen er stets die gesamte Spieldauer absolvierte. Am 8. August 2017 wurde er vom Trainer Luis César Sampedro in den Kader der ersten Mannschaft befördert, welche zu dieser Zeit in der Segunda División spielte. Sein Debüt gab er beim 2:0-Auswärtssieg in der Copa del Rey gegen die SD Huesca am 6. September, als er in der 47. Spielminute für Ángel García eingewechselt wurde. Sein Ligadebüt folgte am 12. Spieltag beim 2:2-Unentschieden gegen Reus Deportiu. In der Rückrunde der Saison 2017/18 drang er in die Startformation vor. Am 27. Mai 2018 traf er bei der 2:3-Auswärtsniederlage gegen Real Saragossa erstmals für die erste Mannschaft Valladolids. Mit Erreichen des sechsten Tabellenplatzes qualifizierte man sich für die Aufstiegs-Playoffs, die man im Finale gegen den CD Numancia gewann und somit in die Primera División aufstieg.
Auch in der Spielzeit 2018/19 behielt er seinen Stammplatz in der Innenverteidigung bei. Am 15. Dezember 2018 (16. Spieltag) erzielte er bei der 2:3-Heimniederlage gegen Atlético Madrid sein erstes Tor in der höchsten spanischen Spielklasse. In dieser Saison absolvierte er 36 Spiele.
Am 9. August 2019 wechselte Fernando Calero zum Ligakonkurrenten Espanyol Barcelona, wo er einen Fünfjahresvertrag unterzeichnete und den zu Atlético Madrid gewechselten Mario Hermoso beerben sollte. Für den Innenverteidiger wurde eine Ablösesumme in Höhe von acht Millionen bezahlt. Sein Debüt gab er am 18. August (1. Spieltag) bei der 0:2-Heimniederlage gegen den FC Sevilla. Aufgrund von Verletzungssorgen konnte er sich in der Saison 2019/20 nicht endgültig in die Startelf spielen und bestritt deshalb nur 15 Ligaspiele. Mit Espanyol musste er den Abstieg in die zweitklassige Segunda División antreten.